# Housset
Housset ist eine französische Gemeinde mit 169 Einwohnern (Stand 1. Januar 2022) im Département Aisne in der Region Hauts-de-France (vor 2016 Picardie). Sie gehört zum Arrondissement Vervins, zum Kanton Marle und zum Gemeindeverband Thiérache du Centre.

## Geographie
Die Gemeinde Housset liegt im Westen der Landschaft Thiérache, 27 Kilometer nördlich von Laon und 16 Kilometer westsüdwestlich von Vervins. Nachbargemeinden von Housset sind Sains-Richaumont im Norden, Chevennes im Nordosten, La Neuville-Housset im Osten, Châtillon-lès-Sons im Südosten, Sons-et-Ronchères im Südwesten, Monceau-le-Neuf-et-Faucouzy im Westen sowie Le Hérie-la-Viéville im Nordwesten (Berührungspunkt).

## Bevölkerungsentwicklung
| Jahr                       | 1962 | 1968 | 1975 | 1982 | 1990 | 1999 | 2006 | 2015 | 2022 |
| Einwohner                  | 254  | 262  | 200  | 172  | 165  | 193  | 180  | 155  | 169  |
| Quellen: Cassini und INSEE |      |      |      |      |      |      |      |      |      |

## Sehenswürdigkeiten

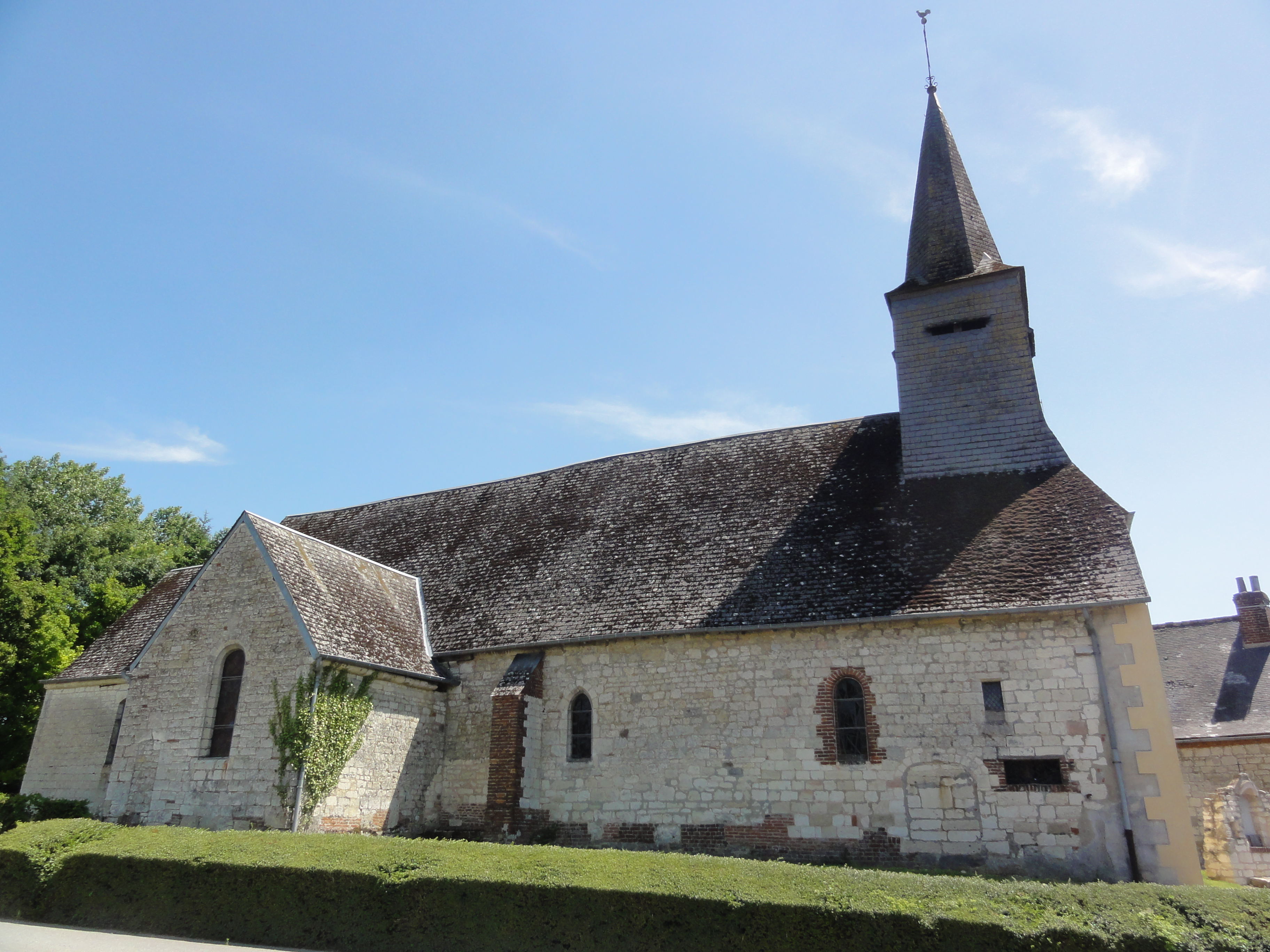
Kirche Saint-Louis
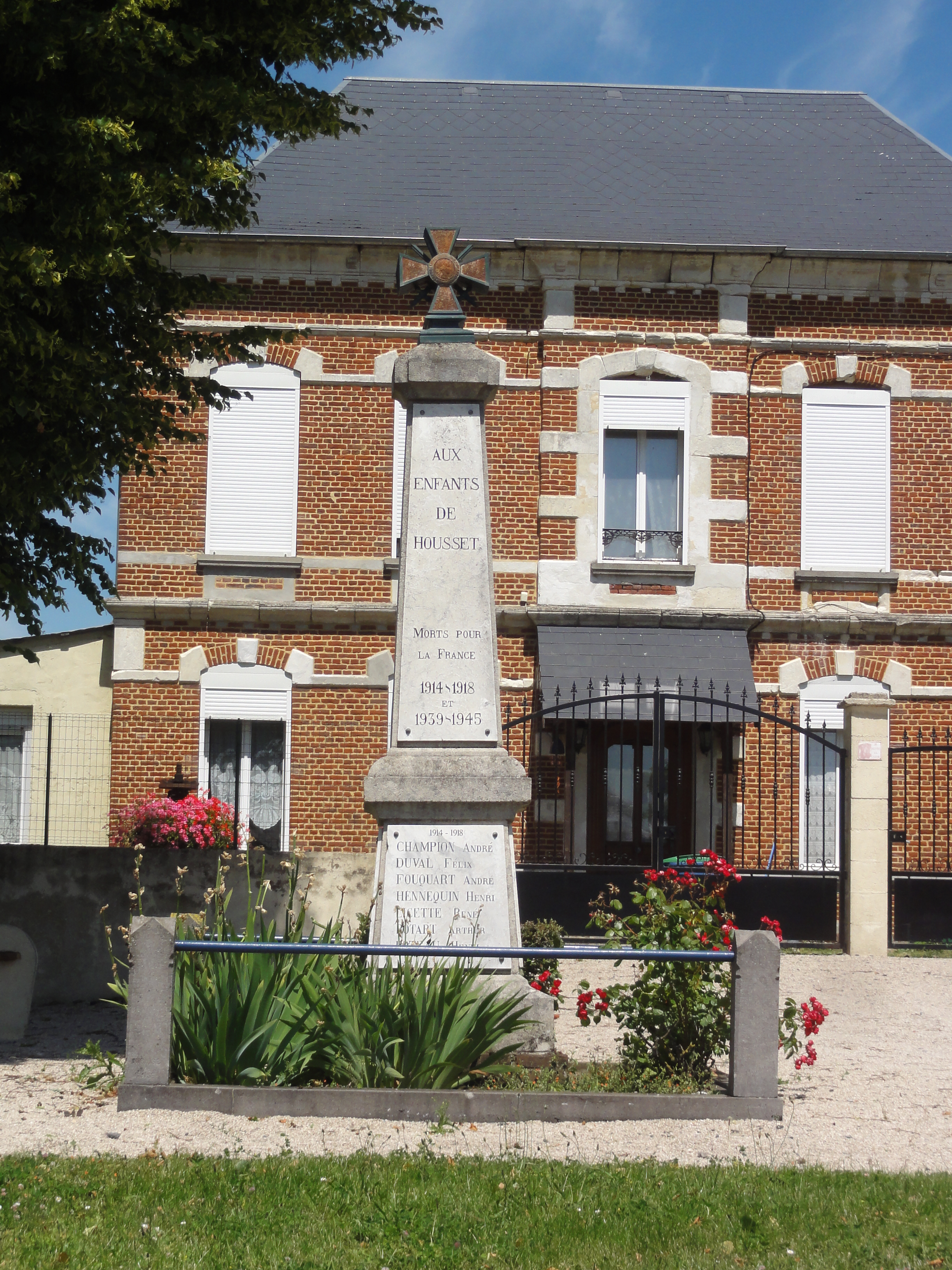
Wasserturm

- Kirche Saint-Louis
- Gefallenendenkmal